# Ferrari KC23
La Ferrari KC23 est une voiture de course du constructeur automobile italien Ferrari produite en un exemplaire unique en 2023 par le département spécial « One-Off » de la marque. Elle est basée sur la Ferrari 488 GT3 Evo, version course de la Ferrari 488 GTB, et non homologuée pour la route.

## Présentation

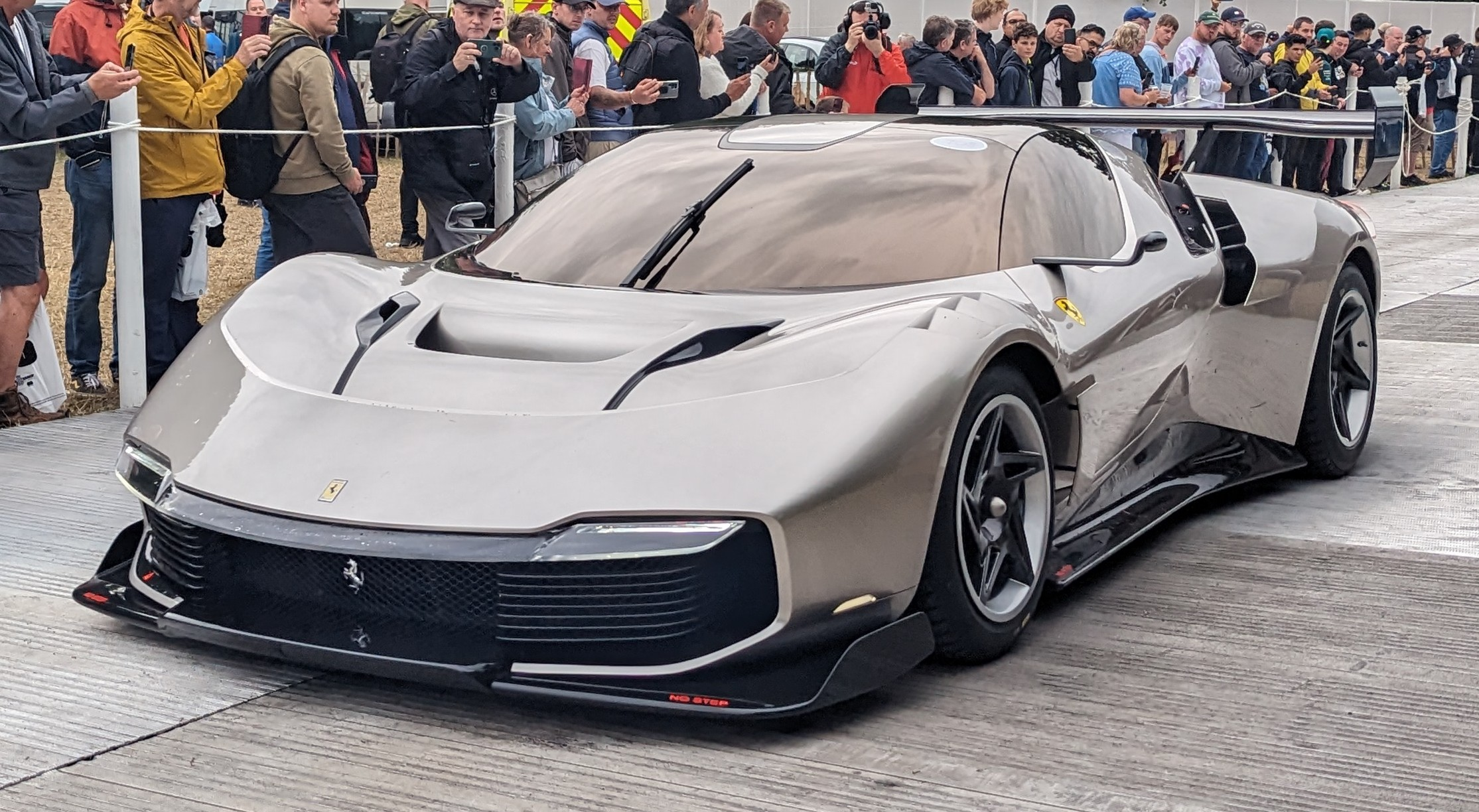
Ferrari KC23

La Ferrari KC23 est dévoilée le 11 juillet 2023. Elle est exposée au public lors du Festival de vitesse de Goodwood 2023 en Angleterre.
La KC23 s'inspire de la Ferrari 499P n°51 vainqueur des 24 Heures du Mans 2023.

## Caractéristiques techniques
La KC23 est dotée de jantes de 21 pouces à l’avant et 22 pouces à l’arrière, et elle reprend l'intérieur de la 488 GT3 Evo.